# Hebetula bequaerti
Hebetula bequaerti är en tvåvingeart som först beskrevs av Maurice Emile Marie Goetghebuer 1933.  Hebetula bequaerti ingår i släktet Hebetula och familjen svidknott.
Artens utbredningsområde är Kongo. Inga underarter finns listade i Catalogue of Life.